# Trần Đình Mưu
Trần Đình Mưu (? – 1998) là nhà quay phim điện ảnh người Việt Nam, ông được biết đến với các bộ phim trước năm 1975 như: Như hạt mưa sa, Tứ quái Sài Gòn và sau năm 1975 với Con thú tật nguyền. Trần Đình Mưu từng giành một giải Quay phim xuất sắc hạng mục phim điện ảnh tại Liên hoan phim Việt Nam lần thứ 7.

## Tác phẩm
| Năm  | Tựa đề                     | Đạo diễn               | Chú thích |
| ---- | -------------------------- | ---------------------- | --------- |
| 1971 | Như hạt mưa sa             | Bùi Sơn Duân (Lam Sơn) |           |
| 1972 | Như giọt sương khuya       | Bùi Sơn Duân           |           |
| 1972 | Ngậm ngùi                  | Thân Trọng Kỳ          |           |
| 1972 | Hè muộn                    | Đặng Đình Thức         |           |
| 1972 | Long hổ sát đấu            | Minh Đăng Khánh        |           |
| 1973 | Tứ quái Sài Gòn            | La Thoại Tân           |           |
| 1974 | Trường tôi                 | Lê Dân                 |           |
| 1974 | Hải vụ 709                 | Bùi Sơn Duân           |           |
| 1975 | Xóm tôi                    | Lê Dân                 |           |
| 1980 | Làng ven                   | Nguyễn Ngọc Hiến       |           |
| 1982 | Bài ca không quên          | Nguyễn Văn Thông       |           |
| 1986 | Con thú tật nguyền (Karma) | Trần Quang Minh        |           |